# 9965 GNU
9965 GNU là một tiểu hành tinh dạng C tiểu hành tinh vành đai chính. Nó bay quanh Mặt Trời theo chu kỳ 3,76 năm.
Được phát hiện ngày 5 tháng 3 năm 1992 bởi Spacewatch, Tên chỉ định của nó là "1992 EF2". Sau đó nó được đổi tên thành "GNU" theo tên dự án GNU.